# Кэрри Джонс
Кэрри Джонс (англ. Carrie Jones) — британская порноактриса, лауреатка премии AVN Awards.

## Биография
Родилась в Англии. В порноиндустрии дебютировала в 1990 году.
Снималась для таких студий, как Big Top Video, Evil Angel, VCA, Xcel, Videorama, Viv Thomas, Fiona Cooper.
В 1992 году получила AVN Awards в категории «лучшая лесбийская сцена» за An American Buttman In London вместе с Мисти Маккейн.
Ушла из индустрии в 2000 году, снявшись в 13 фильмах.

## Награды
| Год  | Церемония  | Результат | Номинация               | Работа                        |
| ---- | ---------- | --------- | ----------------------- | ----------------------------- |
| 1992 | AVN Awards | Победа    | Лучшая лесбийская сцена | An American Buttman In London |

## Избранная фильмография
- An American Buttman In London[3] (1992)